# La Cité des dames
La Cité des dames est un récit allégorique de Christine de Pizan paru à Paris en 1405.
Il est souvent considéré comme l'un des premiers ouvrages féministes connus à ce jour.

## Histoire
Jusqu'à 1405, Christine de Pizan écrit de la poésie courtoise et de l'autobiographie. Elle change de registre au début du quinzième siècle, écrivant alors sur la protection de la France, qu'elle juge trop divisée et trop près de la guerre civile.
Christine de Pizan souhaitait donner sa version du De mulieribus claris (Des femmes illustres) de Boccace tout en poursuivant le débat qu'elle avait contribué à susciter autour d'œuvres comportant des passages misogynes et cyniques comme la seconde partie du Roman de la Rose (chapitre de La Vieille) ou Les Lamentations de Matheolus (Lamentationes Matheoli) de Mathieu de Boulogne-sur-Mer, traduites en français par Jehan Le Fèvre.
En 1405, elle finit Le Livre de la Cité des dames, qui donne en exemple des femmes illustres de l'histoire entière. Elle publie la même année Le Livre des trois vertus à l'enseignement des dames, manuel d'éducation où elle traite du côté féminin de la société française de l'époque à travers toutes ses classes.

## Contenu de l'ouvrage
Christine de Pizan décrit une société allégorique, où la dame est une femme dont la noblesse est celle de l'esprit plutôt que de la naissance. L'ouvrage cite une série de figures féminines du passé que Christine de Pizan donne comme exemple de la façon dont les femmes peuvent mener une existence pleine de noblesse tout en apportant leur contribution à la société.
Ce livre contient également des dialogues didactiques entre trois figures allégoriques, les déesses de la Raison, de la Droiture et de la Justice. Cette dernière demande à Christine de Pizan de construire une cité métaphorique où pourront résider les Dames.

### Construction de la ville

#### Les fondations et les murs
La Raison est représentée avec le miroir de la connaissance à la main. C'est donc avec l'aide de la Raison, ciment solide et apte à résister au temps, que Christine de Pizan peut entreprendre la construction de cette cité aux fondations profondes et aux murailles élevées. Cette cité moderne sera édifiée à l'aide de blocs de pierre qui représentent des femmes illustres de l'Antiquité : Sémiramis, les Amazones (Thomyris, Menalippe, sœur d'Antiope, Hippolyte, Penthésilée), Frédégonde, Clélie, Bérénice de Cappadoce, Zénobie et Artémis.

#### Les bâtiments
Ensuite, Christine de Pizan édifiera les bâtiments qui symbolisent les Vertus avec l'aide de la Droiture. Celle-ci tient en main une règle qui mesure le juste et l'injuste, le bien et le mal; cette règle sert à montrer la voie droite aux bons et à frapper les méchants.

#### Les finitions et le peuplement de la cité
La Justice tient une coupe à la main où elle verse à chacun selon ses mérites. Cette troisième allégorie, à son tour, va aider la narratrice en mettant la dernière main aux bâtiments qu'elle recouvrira d'or fin. Ensuite elle sélectionnera les femmes dignes de venir dans la cité, formant une communauté vertueuse. La cité peuplée, elle ouvre ses portes à la reine, la Vierge Marie, accompagnée des saintes et des martyres. La narratrice se voit remettre les clefs.
Christine de Pizan demande si les femmes doivent recevoir la même éducation que les hommes et pourquoi cette idée déplaît aux hommes. Elle évoque également des questions comme celles de l'illégalité du viol, l'affinité des femmes pour l'étude et leur capacité à gouverner.

## Interprétations critiques
Le livre de Christine de Pizan est considéré par certains auteurs contemporains comme un des premiers ouvrages féministes de la littérature, en ce sens qu'il ne reprend pas les tropes usés du débat rhétorique utilisés par les auteurs masculins pour attaquer ou défendre les femmes, mais se place délibérément dans une perspective nouvelle, la narratrice prenant conscience de ce que sa vision d'elle-même est en fait déterminée par les clichés qui circulent sur les femmes et véhiculent à l'époque un sentiment de leur infériorité « naturelle ».
L'allégorie de la cité renvoie aussi aux arts de la mémoire ou théâtres de la mémoire hérités de l'antiquité. Dans une époque où le livre est rare et cher, la mémoire entraînée est la bibliothèque de son possesseur. Christine de Pizan fait appel à une série de loci faciles à mémoriser, placés selon un plan logique qui suit celui de l'édification de la cité.
- Premièrement l'exposition des thèses misogynes des Boccace et autres Jean de Meung, ordes pierres broconneuses et noires (643) qu'il faut déblayer pour creuser les fondations de la ville. Chaque pierre ôtée par la narratrice correspond à une opinion erronée d'un auteur masculin, sans épargner les plus grands, Aristote, Virgile, Ovide ou Cicéron.
- Deuxièmement la réfutation par l'exemple en édifiant un nouveau paradigme à l'aide de belles reluysans pierres (787) :

D'abord les pierres qui formeront le soubassement de la cité, la première étant Sémiramis, célèbre bâtisseuse de l'antiquité. Comme celle des autres exempla, sa figure est décrite de façon saisissante, sous forme d'une statue d'airain, l'épée à la main, les cheveux tressés d'un côté mais non de l'autre car la reine a interrompu sa toilette pour aller soumettre une rébellion dans ses royaumes. Les autres pierres qui forment l'assise de la cité correspondent toutes à des femmes fortes, comme il convient à ce rôle d'étayage. Ce détournement de la plus virile des vertus, la Force, non sous forme d'allégorie mais d'exemples, répond aux critiques sur l'infériorité physique et morale des femmes.
Lorsqu'on s'élève dans la construction de l'édifice, on passe à des vertus plus cérébrales, comme la Prudence, de nouveau à travers des exemples qui forment les murs de la cité. Les premiers bâtiments sont édifiés dans la même perspective, y ajoutant des exemples de bon gouvernement (Didon) et de piété filiale avec Pero, souvent prise comme exemple de la Charité.
Les femmes choisies pour peupler la cité illustrent des vertus conjugales : ce sont des épouses exemplaires, héroïques dans la défense de leur époux, chastes et constantes.
La dernière étape de la construction est l'arrivée de la reine, la Vierge Marie, chief du sexe femenin (977), fontaine mystique à laquelle les femmes pourront venir boire toutes les vertus. La Vierge sera entourée des Vierges et des martyrs, illustrant la plus importante des vertus théologales, la foi[réf. nécessaire].

## Sources
La littérature allégorique chrétienne commence avec la Psychomachie de l'auteur latin Prudence ; composée au IVe siècle, elle était encore très populaire au Moyen Âge. Ce poème épique raconte le triomphe des vertus contre les vices dont l'étape ultime est la construction du temple de l’âme chrétienne. Ce texte fondateur fournit aux poètes des générations suivantes les prototypes des allégories chrétiennes qui vont se généraliser avec leurs attributs respectifs dans la littérature, le spectacle et les arts plastiques, ainsi que deux schèmes narratifs, celui du combat et celui de la construction d'un édifice allégorique.
À la fin du XIIe et du XIIIe siècle, les figures allégoriques des vices et des vertus sont présentes dans tous les arts, sacrés et profanes. Vincent de Beauvais avait déjà mis en scène la figure de dame Raison avec son miroir. Le mot miroir, en latin speculum, est employé dans un grand nombre de titres d'ouvrages didactiques médiévaux, tant religieux que scientifiques ou juridiques, avec le sens de « traité » ou d’« encyclopédie ». Les plus célèbres sont le Speculum majus de Vincent de Beauvais, qui date du milieu du XIIIe siècle, le Speculum iuris de Guillaume Durand (c. 1271) ou le Speculum humanae salvationis (Miroir du salut humain) du début du XIVe siècle. Le miroir de dame Raison indique donc à la fois le caractère encyclopédique de l'œuvre entreprise par la narratrice tout en réclamant pour les femmes une éducation semblable à celle des hommes.
À côté des figures allégoriques, Christine de Pizan cite toute une galerie de personnages féminins historiques ou légendaires. La tradition des catalogues d’hommes illustres remonte à l'antiquité, avec des œuvres qui ont eu une influence majeure comme les Vies parallèles des hommes illustres de Plutarque ou les différents De viris illustribus latins. Plutarque avait également abordé la question des vertus féminines dans ses Moralia, illustrant son propos d'une série d’exempla. La forme du catalogue avait été reprise par Pétrarque, dans un nouveau De viris illustribus, dont le livre II notamment fournit l'inspiration du de claris mulieribus de Boccace. Les exemples choisis par Christine de Pizan lui ont été fournis par Boccace, auquel elle se réfère plusieurs fois. La vogue de ce genre de catalogue était alors très grande en Europe, et l'année même où Christine de Pizan compose La Cité des dames, Laurent de Premierfait donne une traduction française de l'ouvrage de Boccace qui sera très populaire en Europe. Dans la tradition évhémériste, Christine de Pizan cite plusieurs personnages de la mythologie auxquels elle attribue une existence réelle, par exemple Arachné.

## Postérité
Les ouvrages manuscrits de Christine de Pizan étaient illustrés de portraits de l'autrice, qui disparaîtront plus tard des éditions imprimées : "après le XVIe siècle, la mention du nom de Christine disparaît : les inventaires font seulement état du titre, parfois déformé, des tapisseries. De plus, quand ses œuvres sont imprimées, le texte est remanié pour faire disparaître les marques de féminité et l’ouvrage est dans certains cas attribué à un écrivain masculin. L’auteur de l’essai met ce fait sur le compte de la misogynie de la société moderne qui ne peut plus concevoir qu’une femme ait pu composer des œuvres didactiques. Si ce facteur entre indéniablement en compte – et il serait intéressant, pour renforcer l’hypothèse, d’examiner si les noms de certains auteurs masculins se perdent également à la même époque –, il faut sans doute lui adjoindre l’effacement au fil des siècles de la personnalité de Christine. En rupture avec le Moyen Âge, la Renaissance n’a peut-être retenu qu’un temps le nom d’une femme marquée par son époque. Mais le changement de mode de transmission du texte est certainement aussi à interroger.". Cependant, la chercheuse Susan Groag Bell a montré qu'il y avait eu une certaine diffusion de tapisseries basées sur l'ouvrage allégorique de Christine de Pizan dans le milieu des cours européennes.

## Femmes décrites dans laCité des dames

### Première partie du livre
Les 36 femmes suivantes sont abordées dans la première partie de la Cité des dames :
- Marie de Magdala
- Reine de Saba
- Frédégonde
- Blanche de Castile
- Jeanne d'Évreux
- Blanche de France (1328-1393)
- Marie de Boulogne
- Sémiramis
- Amazones : Thamyris, Menalippe, Hippolyte, Penthésilée, Synoppe, Lampheto, Marpésia, Orithyie
- Septimia Bathzabbai Zénobie
- Artémise Ire
- Lilia, mère de Théodoric[11]
- Camille
- Laodicé C
- Clélie
- Cornificia
- Faltonia Betitia Proba
- Sappho
- Manto fille de Tirésias
- Médée
- Circe
- Carmenta
- Minerve
- Cérès
- Isis
- Arachné
- Pamphile
- Thamaris
- Irene
- Iaia
- Sempronia
- Femme de valeur
- Gaia Cirilla[12] mère du violeur de Lucrèce Sextus Tarquin
- Dido
- Ops
- Lavinia

### Deuxième partie du livre
- Sibylles : Sibylle d'Érythrée (en), Sibylle de Cumes
- Deborah
- Élisabeth (mère de Jean le Baptiste)
- Anne la prophétesse
- Reine de Saba
- Cassandra
- Basine de Thuringe
- Carmenta
- Théodora
- Drypetrua
- Hypsipyle
- La vierge Claudine
- Charité romaine
- Griselda (folklore)
- Hypsicratia
- Triaria
- Artémise Ire
- Argie fille d'Adraste
- Agrippine l'Aînée
- Julia (fille de Jules César)
- Aemilia Tertia
- Xanthippe
- Pompeia Paulina
- Sulpicia (femme de Lentulus Cruscellio)
- Femmes lacédémoniennes qui sauvèrent leurs maris de l'exécution
- Porcia Catonis
- Curia (femme de Quintus Lucretius)
- Cornelia Metella
- Andromaque
- Stateira II
- Marie
- Stateira II
- Bithiah
- Judith du Livre de Judith
- Esther
- Enlèvement des Sabines
- Veturia
- Clotilde
- Catulla
- Sainte Geneviève
- Hortensia (oratrice)
- Novella d'Andréa
- Suzanne
- Sarah
- Rébecca
- Ruth (Bible)
- Pénélope
- Mariamne l'Hasmonéenne
- Antonia Minor
- Sulpitia
- Lucrèce (dame romaine)
- Chiomara
- Hippo
- Les femmes sicambriennes
- Verginia
- Claudia Octavia
- Claudia Antonia
- Athaliah
- Jézabel
- Brunehaut (reine)
- La chanson de Florence de Rome
- Femme de Bernabo le gênois
- Leaena
- Dido
- Médée
- Thisbé
- Hero de Héro et Léandre
- Ghismonda de Salerno
- Lisabetta de Messina
- Dame de Fayel
- Dame de Vergi
- Iseult
- Déjanire
- Junon
- Europe
- Jocaste
- Méduse
- Hélène de Troie
- Polyxène
- Claudia Quinta
- Blanche de Castille
- Busa de Canosa d'Apulie
- Marguerite, Dame de la Rivière
- Isabeau de Bavière
- Jeanne d'Armagnac
- Valentine Visconti (1368-1408)
- Marguerite de Bavière (1363-1423)
- Marie de Berry
- Marguerite de Bourgogne (1374-1441)
- Isabelle de France (1389-1409)
- Marie de Savoie (1448-1475)
- Anne de Bourbon

### Troisième partie du livre
Les 37 femmes suivantes sont décrites dans la troisième partie du livre
- La Vierge Marie
- Les sœurs de la Vierge Marie et Marie de Magdala.
- Catherine d'Alexandrie
- Marguerite d'Antioche
- Lucie de Syracuse
- Martina la bienheureuse
- Sainte Lucie (une autre que celle mentionnée plus haut)
- Sainte Bénédicte
- Fauste de Cyzique
- Saints Cyprien et Justine
- Eulalie la bienheureuse
- Sainte Macra
- Sainte Fida
- Marciana la bienheureuse (Marcienne de Dellys)
- Euphémie de Chalcédoine
- Theodosina la bienheureuse
- Barbe la grande martyre
- Sainte Dorothée
- Cécile de Rome
- Agnès de Rome
- Agathe de Catane
- Christine de Tyr
- Diverses saintes forcées de regarder le martyre de leurs enfants : Felicia, Cyricus et Julitta (en), Blandine de Lyon
- Euphrosyne d'Alexandrie
- Anastasia
- Theodota
- Sainte Nathalie de Nicomédie
- Afre d'Augsbourg
- Diverses dames ayant servi les Apôtres : Drusiana (es), Susanna, Maximilla, Iphigénie, Hélène d'Adiabène, Plautilla, Julien et Basilissa (en)

## Manuscrits et éditions
Il existe de nombreux manuscrits : Français 1179, Ms-3182, etc.
On trouve plusieurs éditions modernes en :
- 1986,  (ISBN 2-234-01989-3), en français, par Éric Hicks et Thérèse Moreau[15],
- 1992,  (ISBN 2-234-01989-3) [sic], en français, par Éric Hicks et Thérèse Moreau[16],
- 1998,  (ISBN 88-7984-048-7), en italien, par Patrizia Caraffi et Earl Jeffrey Richards[17],
- 1999,  (ISBN 0-14-044689-3), en anglais, par Rosalind Brown-Grant[18],
- 2004,  (ISBN 88-430-3065-5), en italien, par Patrizia Caraffi et Earl Jeffrey Richards[19],
- 2014,  (ISBN 9780866985086), en anglais, par Brian Anslay et Hope Johnston[20].

### Filmographie
- Formant (2011) de Benoit Perraud, utilisant des extraits du texte lus par des comédiennes.

#### Lesexemplade laCité des dames
- Force :

Sémiramis • Tomyris • Penthésilée • Zénobie • Artémise • Lilie, mère de Théodoric le Grand • Frédégonde • Camille • Bérénice, épouse d'Ariarthe de Cappadoce • Clélie
- Intelligence :

Cornificia (XXVIII) • Probe la romaine (XXIX) • Sappho • Manthoa (fille de Thiresie et contemporaine d'Œdipe de Thèbes) • Médée • Circé
- Invention :

Minerve • Cérès • Isis • Arachné • Pamphile • Timarété • Anastaise